# Kristijan Belić
Kristijan Belić (in serbo Кристијан Белић?; Sint-Truiden, 25 marzo 2001) è un calciatore belga naturalizzato serbo, centrocampista del Maccabi Tel Aviv, in prestito dall'AZ Alkmaar, e della nazionale serba.

## Biografia
Suo fratello maggiore Luka Belić (1996) è anch'egli un calciatore, ed entrambi sono figli dell'ex portiere Dušan Belić. Kristijan è nato in Belgio mentre il padre militava nel Sint-Truiden.

## Carriera

### Club
Nato a Sint-Truiden, è cresciuto nei settori giovanili di OFK Belgrado, West Ham United e Olympiacos; ha esordito con quest'ultima squadra l'8 gennaio 2020, in occasione dell'incontro di Kypello Ellados vinto per 0-2 contro il Kalamata. Il 20 settembre 2021 viene ingaggiato dal Čukarički, firmando un contratto triennale. L'11 luglio 2022 viene acquistato dal Partizan, con cui firma un contratto di durata quadriennale.
Il 17 gennaio 2024 viene acquistato dall'AZ Alkmaar.
Il 10 agosto 2025 passa in prestito in Israele al Maccabi Tel Aviv, militante in Ligat ha'AI.

### Nazionale
Il 5 settembre 2024, dopo avere rappresentato le nazionali giovanili serbe, ha esordito in nazionale maggiore nel pareggio per 0-0 in Nations League contro la Spagna campione d'Europa in carica.

## Statistiche

### Presenze e reti nei club
Statistiche aggiornate al 17 febbraio 2023.
| Stagione        | Squadra         | Campionato      | Campionato | Campionato | Coppe nazionali | Coppe nazionali | Coppe nazionali | Coppe continentali | Coppe continentali | Coppe continentali | Altre coppe | Altre coppe | Altre coppe | Totale | Totale |
| Stagione        | Squadra         | Comp            | Pres       | Reti       | Comp            | Pres            | Reti            | Comp               | Pres               | Reti               | Comp        | Pres        | Reti        | Pres   | Reti   |
| --------------- | --------------- | --------------- | ---------- | ---------- | --------------- | --------------- | --------------- | ------------------ | ------------------ | ------------------ | ----------- | ----------- | ----------- | ------ | ------ |
| 2019-2020       | Olympiacos      | SL              | -          | -          | CG              | 1               | 0               | UCL+UEL            | -                  | -                  |             | -           | -           | 1      | 0      |
| set. 2021-2022  | Čukarički       | SL              | 8+5        | 0          | CS              | 0               | 0               | UECL               | -                  | -                  |             | -           | -           | 13     | 0      |
| 2022-2023       | Partizan        | SL              | 14         | 1          | CS              | 1               | 0               | UEL+UECL           | 1+7                | 0                  |             | -           | -           | 23     | 1      |
| Totale carriera | Totale carriera | Totale carriera | 27         | 1          |                 | 2               | 0               |                    | 8                  | 0                  |             | -           | -           | 37     | 1      |

### Cronologia presenze e reti in nazionale
| Cronologia completa delle presenze e delle reti in nazionale ― Serbia | Cronologia completa delle presenze e delle reti in nazionale ― Serbia | Cronologia completa delle presenze e delle reti in nazionale ― Serbia | Cronologia completa delle presenze e delle reti in nazionale ― Serbia | Cronologia completa delle presenze e delle reti in nazionale ― Serbia | Cronologia completa delle presenze e delle reti in nazionale ― Serbia | Cronologia completa delle presenze e delle reti in nazionale ― Serbia | Cronologia completa delle presenze e delle reti in nazionale ― Serbia |
| Data                                                                  | Città                                                                 | In casa                                                               | Risultato                                                             | Ospiti                                                                | Competizione                                                          | Reti                                                                  | Note                                                                  |
| --------------------------------------------------------------------- | --------------------------------------------------------------------- | --------------------------------------------------------------------- | --------------------------------------------------------------------- | --------------------------------------------------------------------- | --------------------------------------------------------------------- | --------------------------------------------------------------------- | --------------------------------------------------------------------- |
| 5-9-2024                                                              | Belgrado                                                              | Serbia                                                                | 0 – 0                                                                 | Spagna                                                                | UEFA Nations League 2024-2025 - 1º turno                              | -                                                                     | 62’ 70’                                                               |
| 8-9-2024                                                              | Copenaghen                                                            | Danimarca                                                             | 2 – 0                                                                 | Serbia                                                                | UEFA Nations League 2024-2025 - 1º turno                              | -                                                                     | 72’                                                                   |
| Totale                                                                |                                                                       | Presenze                                                              | 2                                                                     |                                                                       | Reti                                                                  | 0                                                                     |                                                                       |